# Suomu
Suomu är en vintersportort i Finland, belägen utanför Kemijärvi i Finska Lappland. Här har flera internationella FIS-tävlingar avgjorts. 

### Fotnoter
1. ↑  ”Results” (på engelska). FIS. http://data.fis-ski.com/alpine-skiing/results.html?place_search=Suomu&seasoncode_search=all&sector_search=&date_search=&gender_search=&category_search=&codex_search=&nation_search=&disciplinecode_search=&date_from=01&search=Search&limit=50. Läst 18 februari 2014.